# آگامزالو
آگامزالو یک منطقهٔ مسکونی در ارمنستان است که در استان آرارات واقع شده‌است.